# Acontiinae
Acontiinae es una subfamilia de lepidópteros perteneciente a la familia Noctuidae.

## Acontiinaeincertae sedis
Acontiinae no cuenta con demasiados géneros en la actualidad. Aparte de las tribus  que figuran en la ficha de taxón, hay muchos géneros que actualmente no están asignados a una tribu específica, pues sus relaciones requieren más estudios. Actualmente muchos de estos géneros han sido trasladados a la familia Erebidae, subfamilia Boletobiinae. Los géneros incertae sedis son:
- Alypophanes
- Aroana
- Autoba
- Bandelia
- Calymna
- Carmara
- Cerynea
- Chaograptis
- Clytoscopa
- Cophanta
- Corgatha
- Decticryptis
- Diplothecta
- Ecnomia
- Enispa
- Epopsima
- Euanotia
- Eugatha
- Eulocastra
- Habrophyes
- Haplopseustis
- Heterorta
- Himerois
- Holocryptis
- Hypobleta
- Hyposada
- Lacistophanes
- Lophoruza
- Maliattha
- Mataeomera
- Metasada
- Micraeschus
- Micrapatetis
- Microedma
- Mimasura
- Narangodes
- Parerastria
- Peperita
- Pseudcraspedia
- Pseudephyra
- Pseudeustrotia
- Pyripnoa
- Sigela
- Sophta
- Tabomeeres
- Technemon
- Thaumasiodes
- Trissernis
- Vescisa
- Xanthograpta
- Xenopseustis